# محمدهادی حاج‌رحیمی
محمدهادی حاج‌رحیمی (زاده ۱۳۴۱ تهران – درگذشته ۱۳ فروردین ۱۴۰۳ دمشق) سرتیپ سپاه پاسداران انقلاب اسلامی بود، که از سال ۱۴۰۰ تا ۱۴۰۳ به‌عنوان معاون هماهنگ‌کننده نیروی قدس سپاه فعالیت می‌کرد.
وی فعالیت نظامی را از سال ۱۳۵۹ در سپاه پاسداران آغاز کرد و در خلال جنگ ایران و عراق از اعضای لشکر ۱۰ سیدالشهدا بود و فرماندهی پادگان حمزه را برعهده داشت.
حاج‌رحیمی پس از جنگ به ستاد نیروی زمینی سپاه پاسداران منتقل شد و در پی شکل‌گیری نیروی قدس، به این نیرو پیوست و تا سال ۱۴۰۰ فرماندهی یگان نیروی‌مخصوص امام‌علی را برعهده داشت.
او پس از درگذشت سید محمد حجازی در فروردین ۱۴۰۰ و انتصاب محمدرضا فلاح‌زاده به جانشینی نیروی قدس، به معاونت هماهنگ‌کننده نیروی قدس منصوب شد و تا سال ۱۴۰۳ در این جایگاه فعالیت نمود.

## درگذشت
حاج‌رحیمی در ۱۳ فروردین ۱۴۰۳ در حمله هوایی اسرائیل به ساختمان کنسولگری ایران در دمشق به همراه محمدرضا زاهدی و عده ای دیگر کشته شد. پیکر او پس از تشییع، در قطعه ۲۴ بهشت زهرای تهران به خاک سپرده شد.